# جرج استیونز جونیور
جرج استیونز جونیور (انگلیسی: George Stevens Jr.؛ زادهٔ ۳ آوریل ۱۹۳۲) کارگردان فیلم و فیلم‌نامه‌نویس اهل ایالات متحده آمریکا است.
وی همچنین برندهٔ جوایزی همچون جایزه پیبادی و جایزه اسکار افتخاری شده‌است. وی پسر جرج استیونز کارگردان مطرح آمریکایی است.
از آثار وی می‌توان به فیلم جدا اما برابر و ژست‌های مخاطره‌آمیز اشاره کرد.